# 1991 a sportban
1991 legfontosabb sporteseményei a következők voltak:

## Események
- január 3–13. úszó-, mű- és toronyugró-, műúszó-, vízilabda-világbajnokság, Perth
- január 18–20. Gyorskorcsolya-Európa-bajnokság, Szarajevó
- január 21. – február 2. Alpesisí-világbajnokság, Saalbach-Hinterglemm
- január 22–26. Műkorcsolya-Európa-bajnokság, Szófia
- február 2–3. Női gyorskorcsolya-világbajnokság, Hamar
- február 7–17. Északisí-világbajnokság, Val di Fiemme
- február 9–10. Férfi gyorskorcsolya-világbajnokság, Heerenveen
- február 18–24. Sílövő-világbajnokság, Lahti
- február 23–25. Gyorskorcsolya sprintvilágbajnokság, Inzell
- február 28. – március 2. Légfegyveres-Európa-bajnokság, Manchester
- március 8–10. Fedett pályás atlétikai világbajnokság, Sevilla
- március 12–16. Műkorcsolya-világbajnokság, München
- március 24. Mezeifutó-világbajnokság, Antwerpen
- március 23. – április 2. Jégkorong-világbajnokság C csoport, Koppenhága
- március 28. – április 7. Jégkorong-világbajnokság B csoport, Jesenice
- április 15–20. Férfi öttusa-Európa-bajnokság, Róma
- április 15–21. Légfegyveres-világbajnokság, Stavanger
- április 19. – május 14. Jégkorong-világbajnokság A csoport, Helsinki, Turku
- április 26–28. Kötöttfogású birkózó-Európa-bajnokság, Aschaffenburg
- április 29. – május 19. Vuelta
- május 3–5. Szabadfogású birkózó-Európa-bajnokság, Stuttgart
- május 6–24. Asztalitenisz-világbajnokság, Csiba
- május 7–12. – Göteborgban rendezték meg a 29. amatőr ökölvívó-Európa-bajnokságot, ahol Kovács István aranyérmet nyert.
- május 7–12. Női öttusa-Európa-bajnokság, Szófia
- május 16–19. Cselgáncs-Európa-bajnokság, Prága
- május 24–30. Férfi súlyemelő-Európa-bajnokság, Władysławowo
- május 26. – június 16. Giro d’Italia
- május 30. – június 9. Vitorlázó soling Európa-bajnokság, De la Baule
- június 9–18. Vitorlázó finn dingi Európa-bajnokság, Anzio
- június 12–17. Női kosárlabda-Európa-bajnokság, Tel-Aviv
- június 13–23. Vívó-világbajnokság, Budapest
- június 24–30. Férfi kosárlabda-Európa-bajnokság, Róma
- június 29. – július 9. Vitorlázó repülő hollandi Európa-bajnokság, Abersoch
- július 5–13. Vitorlázó 470-es Európa-bajnokság, Bergen
- július 6–28. Tour de France
- július 17–28. Sportlövő-Európa-bajnokság, Bologna
- július 24–30. Női súlyemelő-Európa-bajnokság, Várna
- július 25–28. Cselgáncs-világbajnokság, Barcelona
- július 25–28. Lovastorna-Európa-bajnokság, Bern
- augusztus 6–12. Uszonyos- és búvárúszó-Európa-bajnokság, Göteborg
- augusztus 11. Díjugrató-Európa-bajnokság, La Baule
- augusztus 13–24. Kerékpáros-világbajnokság, Stuttgart
- augusztus 17–25. Úszó-, mű- és toronyugró-, vízilabda-Európa-bajnokság, Athén
- augusztus 18–25. Evezős-világbajnokság, Bécs
- augusztus 19–26. Íjász-világbajnokság, Krakkó
- augusztus 20–25. Tájfutó-világbajnokság, Stare Spalvy
- augusztus 21–25. Kajak-kenu-világbajnokság, Párizs
- augusztus 21–25. Férfi öttusa-világbajnokság, San Antonio
- augusztus 24–30. Vitorlázó csillaghajó Európa-bajnokság, Balatonfüred
- augusztus 24–30. Vitorlázó kalóz Európa-bajnokság, Attersee
- augusztus 24. – szeptember 1. Atlétikai világbajnokság, Tokió
- szeptember 7–15. Tornász-világbajnokság, Indianapolis
- szeptember 7–15. Férfi röplabda-Európa-bajnokság, Hamburg, Berlin
- szeptember 8. Rövid távú triatlon-Európa-bajnokság, Genf
- szeptember 14–15. Hosszútávúszó-Európa-bajnokság, Terrancina
- szeptember 27. – október 6. Súlyemelő-világbajnokság, Donaueschingen
- szeptember 28. – október 6. Női röplabda-Európa-bajnokság, Ravenna, Róma
- szeptember 27. – október 6. Birkózó-világbajnokság, Várna
- október 9–13. Sporgimnasztika-világbajnokság, Athén
- október 10–12. Kick box semi contact világbajnokság, London
- október 13. Rövid távú triatlon-világbajnokság, Gold Coast
- október 19. Triatlon Ironman, Hawaii
- október 20–24. Női öttusa-világbajnokság, Sydney
- október 26–28. Vívó-Európa-bajnokság, Bécs
- november 1–4. Sportakrobatika-Európa-bajnokság, Lisszabon
- november 7–16. Koronglövő-világbajnokság, Perth
- november 15–23. amatőr ökölvívó-világbajnokság, Sydney
- november 16–30. női labdarúgó-világbajnokság, Kína
- december 8–10. Kick box full contact világbajnokság, Párizs
- december 13. – Megalakul a Magyar Aerobik Szövetség (MAESZ).[1]
- Egerszegi Krisztina úszó kétszeres világbajnok (100 és 200 m hát), (háromszoros Európa-bajnok (100 és 200 m hát, 400 m vegyes), kétszeres világcsúcstartó és kétszeres Európa-csúcstartó
- Ayrton Senna nyeri a Formula–1-es világbajnokságot a McLaren–Honda csapattal. (1988 és 1990 után ez a brazil versenyző harmadik világbajnoki címe.)
- A Bp. Honvéd SE nyeri az NB1-et. Ez a klub 12. bajnoki címe.

## Születések
- január 1. – Michelangelo Albertazzi, olasz labdarúgó
- január 2. – Tyimur Faritovics Arszlanov, Európa-bajnok, világbajnoki bronzérmes orosz tőrvívó
- január 3.
  - Joseph Kayes, új-zélandi származású ausztrál válogatott vízilabdázó
  - Joonas Nättinen, U18-as világbajnoki bronzérmes és olimpiai bajnok finn válogatott jégkorongozó
  - Roger Martí, spanyol labdarúgó
  - Kevin Gausman, amerikai baseballjátékos
- január 7. – Rəsul Çunayev, világbajnok, Európa-bajnoki ezüstérmes és világbajnoki bronzérmes azeri kötöttfogású birkózó
- január 11. – Andrea Bertolacci, olasz válogatott labdarúgó
- január 12.
  - Marko Bijač, világbajnok, világbajnoki ezüst- és bronzérmes, olimpiai ezüstérmes horvát válogatott vízilabdázó
  - Drónavalli Hárika, indiai női sakkozó, nemzetközi nagymester
- január 14. – Wes Foderingham, angol labdarúgó
- január 18.
  - Mitchell Duke, ausztrál válogatott labdarúgó, olimpikon
  - Antonio Marchesano, svájci labdarúgó
- január 20. – Jolyon Palmer, angol autóversenyző
- január 21. – Zsan Venszanovics Belenyuk, olimpiai ezüstérmes, világ- és Európa-bajnok
- január 22. – Joseph Colon, világbajnoki bronzérmes amerikai szabadfogású birkózó
- január 23.
  - Mateusz Matras, lengyel korosztályos válogatott labdarúgó
  - Vegard Leikvoll Moberg, norvég labdarúgó
  - Steve Birnbaum, amerikai válogatott labdarúgó
- január 25.
  - Ahmed Hegázi, egyiptomi válogatott labdarúgó
  - Szergej Vasziljevics Karjakin, orosz quadversenyző
- január 27.
  - Conrad Balatoni, angol labdarúgó
  - Daniel Hemric, amerikai autóversenyző, NASCAR-pilóta
  - Hetényi Péter, magyar jégkorongozó
- január 28. – Erlend Sivertsen, norvég labdarúgó
- február 2. – Kiko Femenía, spanyol labdarúgó
- február 4. – Mathew Leckie, Ázsia-kupa-győztes ausztrál válogatott labdarúgó
- február 5.
  - Nabil Bahoui, svéd válogatott labdarúgó
  - Charles Bertrand, francia válogatott jégkorongozó
  - Anthony Sauthier, svájci labdarúgó
- február 6. – Vlacsil Attila, magyar tornász
- február 8. – Roberto Soriano, olasz válogatott labdarúgó
- február 9.
  - Rilwan Olanrewaju Hassan, nigériai labdarúgó
  - Almuth Schult, olimpiai és Európa-bajnok német női válogatott labdarúgó
  - Nuriszlam Artasz Szanajev, világbajnoki ezüstérmes és Ázsia-bajnok kazah szabadfogású birkózó
- február 11. – Óscar Plano, spanyol labdarúgó
- február 18. – Henry Surtees, angol autóversenyző († 2009)
- február 19.
  - Metehan Başar, világbajnok és Európa-bajnoki ezüstérmes török kötöttfogású birkózó
  - Jerry D’Amigo, U18-as és U20-as világbajnok amerikai jégkorongozó
  - Fabio Daprelà, svájci válogatott labdarúgó
  - Christoph Kramer, német válogatott labdarúgó
- február 20. – Branko Mihajlović, szerb labdarúgó
- február 22. – Maximiliano Urruti, argentin labdarúgó
- február 21. – Petar Slišković, horvát labdarúgó
- február 23. – Fafà Picault, amerikai és haiti válogatott labdarúgó
- február 25.
  - Kyle Douglas Dake, világbajnok amerikai szabadfogású birkózó
  - Nahir Besara, svéd korosztályos válogatott labdarúgó
- február 26. – Sergio Guzmán mexikói műugró
- március 5. – Maria Victoria Losada, spanyol válogatott labdarúgó
- március 6. – Rodrigo Moreno Machado, spanyol válogatott labdarúgó
- március 7.
  - Jekatyerina Fjodorovna Iljina, olimpiai bajnok orosz kézilabdázó
  - Alexander Ruud Tveter, norvég korosztályos válogatott labdarúgó
- március 8.
  - Michael Simões Domingues, portugál labdarúgó
  - João Paulo, brazil labdarúgó
- március 9. – Matthew Briggs, angol labdarúgó
- március 10.
  - Marco Bizot, holland válogatott labdarúgó
  - Kisteleki Hanna, Európa-bajnok magyar vízilabdázó
- március 11. – Alessandro Florenzi, Európa-bajnok olasz válogatott labdarúgó
- március 13. – Laura Teani, olasz válogatott vízilabdázónő
- március 15. – Szerhij Andrijovics Krivcov, ukrán válogatott labdarúgó
- március 19. – Maciej Gajos, lengyel labdarúgó
- március 23. – Deák István, szerb-magyar kettős állampolgárságú labdarúgó
- március 22. – Vecsernyés Dávid, magyar tornász
- március 23. – Anton Szerhijovics Kravcsenko, ukrán labdarúgó
- március 25. – Scott Malone, angol labdarúgó
- március 26. – Michael A. Taylor, World Series bajnok amerikai baseballjátékos
- március 29.
  - Marten de Roon, holland labdarúgó
  - Toni Rajala, U18-as világbajnoki bronzérmes, olimpiai és világbajnok finn válogatott jégkorongozó
- március 31. – Renato Kelić, horvát labdarúgó
- április 2.
  - Milan Rodić, szerb válogatott labdarúgó
  - Tang Tö-sang, világbajnok kínai súlyemelő
  - Yimmi Chará, kolumbiai válogatott labdarúgó
  - Saša Živec, szlovén válogatott labdarúgó
- április 3.
  - Ricardo Reyes, mexikói válogatott labdarúgó
  - Jurij Olegovics Uricsev, orosz jégkorongozó († 2011)
- április 4. – Christian Ramirez, amerikai válogatott labdarúgó
- április 5.
  - Bono, válogatott marokkói labdarúgókapus
  - Nora Mørk, olimpiai bronzérmes, világ- és Európa-bajnok norvég válogatott kézilabdázó
  - Thea Mørk, norvég válogatott kézilabdázó
  - Bolonyai Flóra, világ- és Európa-bajnoki bronzérmes magyar válogatott vízilabdázónő, kapus
- április 6.
  - Svenja Huth, olimpiai és Európa-bajnok német női válogatott labdarúgó
  - Alexandra Popp, olimpiai és Európa-bajnok német női válogatott labdarúgó
- április 7.
  - Tarek Aziz Benaissza, Afrika-bajnok algériai kötöttfogású birkózó
  - Luka Milivojević, szerb válogatott labdarúgó
- április 8. – Magomedraszul Muhtarovics Gazimagomedov, világbajnok orosz szabadfogású birkózó
- április 12. – Oliver Norwood, angol születésű északír válogatott labdarúgó
- április 14. – Dudás Miklós, ifjúsági, U23-as és felnőtt világbajnok, Európa-bajnoki ezüstérmes magyar kajakozó
- április 16.
  - Katie Meili, olimpiai és világbajnok amerikai úszónő
  - Jeremy Morin, U18-as és U20-as világbajnok, felnőtt világbajnoki bronzérmes amerikai válogatott jégkorongozó
  - Brad Stuver, amerikai labdarúgó
  - Ryan Hollingshead, amerikai labdarúgó
- április 17.
  - Csong Bogjong, olimpiai ezüstérmes dél-koreai cselgáncsozó
  - Mark Birighitti, ausztrál válogatott labdarúgó
- április 19. – Simon Bertilsson, svéd válogatott jégkorongozó, olimpikon
- április 20.
  - Mehdi Jeannin, algír válogatott labdarúgó
  - Pap Gyula, sakkozó, nemzetközi nagymester
- április 21.
  - Hacı Əliyev, olimpiai bronzérmes, világ- és Európa-bajnok azeri szabadfogású birkózó
  - Michael Barrios, kolumbiai labdarúgó
- április 25. – Leonardo Valencia, chilei válogatott labdarúgó
- április 26. – İrina Netreba, Európa-bajnoki ezüstérmes ukrán születésű azeri szabadfogású női birkózó
- április 27. – Niklas Gunnarsson, norvég válogatott labdarúgó
- április 30. – Juanpe, spanyol labdarúgó
- május 1. – Rubén Alcaraz, spanyol labdarúgó
- május 4.
  - Nicolas Hasler, liechtensteini válogatott labdarúgó
  - Tajbe Juszein, világ- és Európa-bajnok bolgár női szabadfogású birkózó
- május 6. – Radványi Péter, magyar jégkorongozó
- május 8. – Anamaria Tămârjan, olimpiai bronzérmes és Európa-bajnok román szertornász, edző
- május 10. – Alex DeJohn, amerikai labdarúgó
- május 11. – Alex Tchuimeni-Nimely, libériai-angol labdarúgó
- május 13. – Anders Fannemel, világbajnok norvég síugró
- május 16. – Dawid Abramowicz, lengyel labdarúgó
- május 17.
  - Konta Johanna, magyar-ausztrál-brit hivatásos teniszezőnő
  - Iñigo Martínez, U21-es Európa-bajnok spanyol válogatott labdarúgó
- május 20. – Florian Lejeune, francia korosztályos válogatott labdarúgó
- május 21. – Fedor Černych, litván válogatott labdarúgó
- május 22.
  - Kyle Bartley, angol labdarúgó
  - Kentin Mahé, világbajnok francia válogatott kézilabdázó
- május 23. – Marko Šćepović, szerb válogatott labdarúgó
- május 24. – Mattia Bottani, svájci válogatott labdarúgó
- május 27.
  - Róbert Pillár, szlovák labdarúgó
  - Mário Rui, portugál labdarúgó
- május 29.
  - Brecht Dejaegere, belga labdarúgó
  - Tan Csung-ji, kínai női sakkozó, női nagymester (WGM)
  - Sergi Guardiola, spanyol labdarúgó
- június 2. – Fodor Tamás, sakkozó, nemzetközi nagymester, magyar bajnok
- június 3. – Sami Vatanen, U18-as világbajnoki bronzérmes, olimpiai bajnok és bronzérmes finn válogatott jégkorongozó
- június 4. – Daniel Jérent, olimpiai, világ- és Európa-bajnok francia párbajtőrvívó
- június 5.
  - Bobby Brown, amerikai síakrobata
  - Kent Robin Tønnesen, világbajnoki ezüstérmes norvég válogatott kézilabdázó
- június 7. – Tálas Bence, magyar tornász
- június 11. – Kovács Dávid, magyar labdarúgó
- június 12. – Arttu Ilomaki, finn válogatott jégkorongozó
- június 13. – Ryan Mason, angol labdarúgó
- június 16. – Eduard Popp, német kötöttfogású birkózó
- június 18.
  - Jahja Dzsabrán, marokkói válogatott labdarúgó
  - Rasmus Schüller, finn válogatott labdarúgó
- június 20. – Kalidou Koulibaly, szenegáli válogatott labdarúgó
- június 21.
  - Mihály Dávid, osztrák-magyar labdarúgó
  - Szabó László, világ- és Európa-bajnoki bronzérmes magyar birkózó
- június 22.
  - Rajna Miklós, magyar válogatott jégkorongozó
  - Joseph O’Regan, brit válogatott vízilabdázó, olimpikon
- június 25. – Jack Lisowski, angol snookerjátékos
- június 26.
  - Christoph Beranek, osztrák labdarúgó
  - Andre Gray, angol labdarúgó
  - Vegar Eggen Hedenstad, norvég válogatott labdarúgó
- június 29. – Szok Hjondzsun, dél-koreai válogatott labdarúgó
- július 3. – Anasztaszija Szergejevna Pavljucsenkova, orosz hivatásos teniszezőnő
- július 4. – Irene Paredes, spanyol válogatott labdarúgó
- július 5.
  - Kira Csinacu, japán válogatott labdarúgó
  - Michael White, walesi snookerjátékos
  - Kristoffer Tokstad, norvég labdarúgó
- július 6.
  - Klas Dahlbeck, Gagarin-kupa-győztes svéd válogatott jégkorongozó
  - Andreas Hopmark, norvég labdarúgó
- július 8. – Virgil van Dijk, holland válogatott labdarúgó
- július 9.
  - Bashkim Kadrii, dán válogatott labdarúgó
  - José Manuel Urcera, argentin autóversenyző
- július 11. – Zsiga Ervin, magyar-román labdarúgó
- július 12. – Dmitrij Dmitrijevics Poloz, orosz válogatott labdarúgó
- július 13.
  - Georgi Argilaski, bolgár labdarúgó
  - Tyler Skaggs, amerikai baseballjátékos († 2019)
- július 14.
  - Rossella Fiamingo, kétszeres világbajnok olasz párbajtőrvívó
  - Makszim Szergejevics Kanunnyikov, orosz válogatott labdarúgó
- július 16. – Fanol Perdedaj, jugoszláv születésű koszovói-német származású labdarúgó
- július 18. – Mireya González, spanyol válogatott kézilabdázó
- július 20. – Jonathan Ngwem, afrikai nemzetek kupája győztes kameruni válogatott labdarúgó
- július 22. – Matej Gaber, szlovén kézilabdázó
- július 23.
  - Matt Carasiti, amerikai profi baseball-dobójátékos
  - Kamil Syprzak, lengyel válogatott kézilabdázó
- július 24. – Samir Ramizi, szerb labdarúgó
- július 25. – Toni Duggan, angol válogatott női labdarúgó
- július 27.
  - Matt DiBenedetto, amerikai NASCAR-versenyző
  - Gastón Giménez, argentin születésű, paraguayi válogatott labdarúgó
- augusztus 1. – Piotr Malarczyk, lengyel korosztályos válogatott labdarúgó
- augusztus 3. – Nakamura Kaede, japán válogatott labdarúgó
- augusztus 5.
  - Bodó Christopher, magyar válogatott jégkorongozó
  - Andreas Weimann, osztrák válogatott labdarúgó
- augusztus 6.
  - Dylan McGowan, ausztrál válogatott labdarúgó
  - Jakub Czerwiński, lengyel korosztályos válogatott labdarúgó
  - Marek Hanousek, cseh korosztályos válogatott labdarúgó
- augusztus 7.
  - Phillip Bruggisser, dán válogatott jégkorongozó, olimpikon
  - Luis Salom, spanyol motorversenyző († 2016)
- augusztus 9. – Romell Quioto, hondurasi válogatott labdarúgó
- augusztus 10. – Héber, brazil labdarúgó
- augusztus 12. – Mads Mensah Larsen, olimpiai bajnok dán válogatott kézilabdázó
- augusztus 14. – Richard Freitag, világbajnok és olimpiai ezüstérmes német síugró
- augusztus 15. – Patryk Wolański, lengyel labdarúgó
- augusztus 18. – Ricard Alarcón, spanyol válogatott vízilabdázó
- augusztus 19.
  - Ivor Horvat, horvát labdarúgó
  - Frans Tuohimaa, olimpiai bajnok finn válogatott jégkorongozó
  - Bartosz Śpiączka, lengyel labdarúgó
- augusztus 21. – Miha Verlič, szlovén válogatott jégkorongozó, olimpikon
- augusztus 22.
  - Antal Botond, magyar labdarúgó
  - Jorge Félix, spanyol labdarúgó
- augusztus 24.
  - Nazmí ál-Bedúí, amerikai születésű palesztin válogatott labdarúgó
  - John Fleck, skót válogatott labdarúgó
  - Mirabelle Thovex, olimpikon francia hódeszkás
- augusztus 25. – Luke Ayling, angol labdarúgó
- augusztus 26. – Arnaud Démare, francia országúti kerékpáros
- augusztus 29.
  - Néstor Araujo, olimpiai bajnok mexikói válogatott labdarúgó
  - Aszma el-Gaui, tunéziai kézilabdázó
- augusztus 30.
  - Lovrencsics Balázs, magyar labdarúgó
  - Markek Tamás, magyar labdarúgó
- augusztus 31. – Cédric Soares, Európa-bajnok német születésű portugál válogatott labdarúgó
- szeptember 2.
  - Davy Pröpper, holland válogatott labdarúgó
  - Gyasi Zardes, amerikai válogatott labdarúgó
- szeptember 6. – Jacques Zoua, afrikai nemzetek kupája győztes kameruni válogatott labdarúgó
- szeptember 7.
  - João Amaral, portugál labdarúgó
  - Kamil Drygas, lengyel korosztályos válogatott labdarúgó
- szeptember 9. – Danilo Luís Hélio Pereira, bissau-guineai születésű portugál válogatott labdarúgó
- szeptember 10.
  - Sascha Mockenhaupt, német labdarúgó
  - Sam Morsy, angol születésű egyiptomi válogatott labdarúgó
- szeptember 11.
  - Jordan Ayew, ghánai válogatott labdarúgó
  - Yacine Bammou, marokkói válogatott labdarúgó
- szeptember 13. – Benjamin Conz, Spengler-kupa-győztes svájci válogatott jégkorongozó
- szeptember 19. – Waris Majeed, ghánai válogatott labdarúgó
- szeptember 20.
  - Csillag Tünde, magyar tornász
  - Matheus Leoni, brazil labdarúgó
  - Reagy Ofosu, ghánai származású német labdarúgó
  - Alejandro Pozuelo, spanyol labdarúgó
- szeptember 21. – Sztyepan Mailovics Marjanyan, világbajnok orosz kötöttfogású birkózó
- szeptember 22. – Erwin Zelazny, francia labdarúgó
- szeptember 25.
  - Alessandro Crescenzi, olasz labdarúgó
  - Corey LaJoie, amerikai NASCAR-versenyző
  - Stine Bredal Oftedal, világ- és Európa-bajnok norvég kézilabdázó
- szeptember 26. – Raksányi Krisztina, magyar válogatott kosárlabdázó
- szeptember 27. – Simona Halep, román hivatásos teniszezőnő
- szeptember 29.
  - Enzo Lefort, világ- és Európa-bajnok, olimpiai ezüstérmes francia tőrvívó
  - Karol Danielak, lengyel labdarúgó
- szeptember 30. – Cosmin Matei, román válogatott labdarúgó
- október 1.
  - Gus Kenworthy, olimpiai ezüstérmes amerikai-brit síakrobata
  - Timothée Kolodziejczak, U19-es Európa-bajnok, U17-es Európa-bajnoki ezüstérmes és Európa-liga-győztes francia labdarúgó
- október 2. – Sivert Heltne Nilsen, norvég korosztályos válogatott labdarúgó
- október 3.
  - Kenny Lala, francia labdarúgó
  - Varsányi Nóra, magyar kézilabdázó
- október 4. – Vadászfi Ákos, magyar tornász
- október 5. – Arthur Pic, francia autóversenyző
- október 7. – Stefan Marinovic, új-zélandi válogatott labdarúgó
- október 8.
  - Adam Forshaw, angol labdarúgó
  - Fernando Gaibor, ecuadori válogatott labdarúgó
  - Antonio Raíllo, spanyol labdarúgó
  - David Jablonský, cseh labdarúgó
- október 9. – Thomas Fraser-Holmes, világbajnok ausztrál úszó
- október 10. – Xherdan Shaqiri, U21-es Európa-bajnoki ezüstérmes, UEFA-bajnokok ligája-, UEFA-szuperkupa- és FIFA-klubvilágbajnokság-győztes svájci válogatott labdarúgó
- október 16. – Giulia Emmolo, olasz válogatott vízilabdázónő
- október 17. – Manu Trigueros, spanyol labdarúgó
- október 18. – Damjan Bohar, szlovén válogatott labdarúgó
- október 21.
  - Alekszandr Olegovics Burmisztrov, világbajnok orosz jégkorongozó
  - Geoffry Hairemans, belga labdarúgó
  - Boris Sekulić, szerb születésű, szlovák válogatott labdarúgó
- október 22. – Robert Arboleda, ecuadori válogatott labdarúgó
- október 23.
  - Emil Forsberg, svéd válogatott labdarúgó
  - Ivan Slišković, horvát válogatott kézilabdázó
- október 28.
  - Balog Imre, sakkozó, nemzetközi nagymester
  - Warren Barguil, francia országúti kerékpáros
- október 29. – Grant Hall, angol labdarúgó
- november 1. – Csiang Jü-jüan, kínai tornász
- november 3.
  - Iliász Nikolász, világbajnoki ezüst- és bronzérmes, Európa-bajnoki ezüstérmes magyar kardvívó
  - Pontus Engblom, svéd korosztályos válogatott labdarúgó
- november 4. – Shobushi Kanji, japán szumóbirkózó († 2020)
- november 5.
  - Michael Garteig, kanadai jégkorongozó
  - Liridon Kalludra, svéd labdarúgó
  - Marco Rojas, új-zélandi válogatott labdarúgó
- november 7. – Jakub Bartkowski, lengyel korosztályos válogatott labdarúgó
- november 8. – Jamie Lewis, walesi dartsjátékos
- november 12. – Petr Schwarz, cseh labdarúgó
- november 13. – Yannick Hanfmann, német teniszező
- november 14.
  - Taylor Hall, világbajnok kanadai jégkorongozó
  - Flamur Kastrati, norvég születésű koszovói válogatott labdarúgó
- november 16. – Nemanja Gudelj, szerb válogatott labdarúgó
- november 17.
  - Gale Agbossoumonde, amerikai labdarúgó
  - Sara Doorsoun, német válogatott női labdarúgó
- november 19. – Florent Mollet, francia labdarúgó
- november 21.
  - Lewis Dunk, angol válogatott labdarúgó
  - Ladányi Tibor, magyar labdarúgó
- november 23. – Willian José, brazil korosztályos válogatott labdarúgó
- november 24. – Albano Olivetti, francia teniszező
- november 26. – Cucugó Jositomo, japán baseballozó
- december 5.
  - Nicolas Constantin-Bicari, kanadai válogatott vízilabdázó
  - Cam Fowler, kanadai jégkorongozó
  - Omar Elabdellaoui, norvég válogatott labdarúgó
- december 6. – Yasemin Adar, világ- és Európa-bajnok török női szabadfogású birkózó
- december 7. – Chris Wood, új-zélandi válogatott labdarúgó
- december 10.
  - Keszthelyi Rita, Európa-bajnok magyar vízilabdázó
  - Vang Meng, kínai műkorcsolyázó
- december 12. – Elmurat Taszmuradov, Ázsia-bajnok, világbajnoki ezüstérmes és olimpiai bronzérmes üzbég kötöttfogású birkózó
- december 13.
  - Vlagyimir Andrejevics Taraszenko, világbajnoki ezüstérmes orosz jégkorongozó
  - Tendayi Darikwa, angol labdarúgó
- december 15. – Brede Moe, norvég labdarúgó
- december 16.
  - Valtteri Kemiläinen, olimpiai bajnok finn válogatott jégkorongozó
  - Craig Goodwin, ausztrál válogatott labdarúgó
- december 19. – Steven Berghuis, holland válogatott labdarúgó
- december 20.
  - Joss Christensen, olimpiai bajnok amerikai síakrobata
  - Jorginho, brazil születésű olasz válogatott labdarúgó
- december 21. – Sors Tamás, paralimpiai bajnok úszó
- december 22. – Teji Savanier, francia válogatott labdarúgó, olimpikon
- december 28. – Cory Burke, jamaicai válogatott labdarúgó
- december 29. – Steven Caulker, angol válogatott labdarúgó

## Halálozások
- május 15. – Gerevich Aladár olimpiai és világbajnok magyar kardvívó (* 1910)
- június 5. – Carl-Erik Holmberg, svéd válogatott labdarúgó (* 1906)
- július 1. – Eisenbeisser Alfréd, magyar nemzetiségű román válogatott labdarúgó, fedezet, műkorcsolyázó (* 1908)
- július 3. – Domingo Tarasconi, Copa América bajnok és olimpiai ezüstérmes argentin válogatott labdarúgó (* 1903)
- július 18. – Magnus Goodman, olimpiai bajnok kanadai jégkorongozó (* 1898)
- augusztus 23. – George Dixon, olimpiai bajnok amerikai rögbijátékos (* 1901)
- november 6. – Harriet Bland, olimpiai bajnok amerikai atléta (* 1915)
- november 10. – Gunnar Gren, olimpiai bajnok és világbajnoki ezüstérmes svéd válogatott labdarúgó, edző (* 1920)
- december 22. – Franz Brunner, olimpiai ezüstérmes osztrák kézilabdázó (* 1913)